# Territorio militar de Fezán-Gadamés
El Territorio militar de Fezán-Gadamés era un territorio en la parte sur de la antigua colonia italiana de Libia controlada por los franceses desde 1943 hasta la independencia de Libia en 1951. Fue parte de la administración aliada de Libia.
Las fuerzas de la Francia Libre del Chad francés ocuparon la zona que era el antiguo Territorio militar italiano del sur, e hicieron varias solicitudes de anexar administrativamente Fezán al Imperio colonial francés . El personal administrativo mantuvo a los antiguos burócratas italianos.

El gobierno británico comenzó la formación de un servicio civil libio necesario. Los administradores italianos continuaron para ser empleado en Trípoli, sin embargo. El ordenamiento jurídico italiano se mantuvo en vigor durante la duración de la guerra. En la región poco poblada de Fezán, una administración militar francesa formó una contraparte de la operación británica. Con la aprobación británica, las fuerzas francesas libres se trasladaron desde el norte de Chad para tomar el control del territorio en enero de 1943. La administración francesa fue dirigida por un funcionario con capital en Sabha, pero se ejercía en gran medida a través de notables de la familia de los Sayf un Nasr de Fezán. En las categorías inferiores, los comandantes de tropas francesas actuaron en ambas capacidades militares y civiles de acuerdo con la práctica habitual francesa en el Sahara argelino. En el oeste, Ghat se adjuntó a la región militar francesa en el sur de Argelia y Gadamés al mando francés en el sur de Túnez -dando lugar al nacionalismo libio que temía que las intenciones francesas podrían incluir la separación definitiva de Fezán de Libia.

Fezán se unió a Tripolitania y Cirenaica para formar el Reino de Libia el 24 de diciembre de 1951. Fue el primer país en lograr la independencia a través de la Naciones Unidas y una de los primeras antiguas posesiones europeas en África en ganar la independencia.
- Datos: Q3518801